# Tatiana Maslany

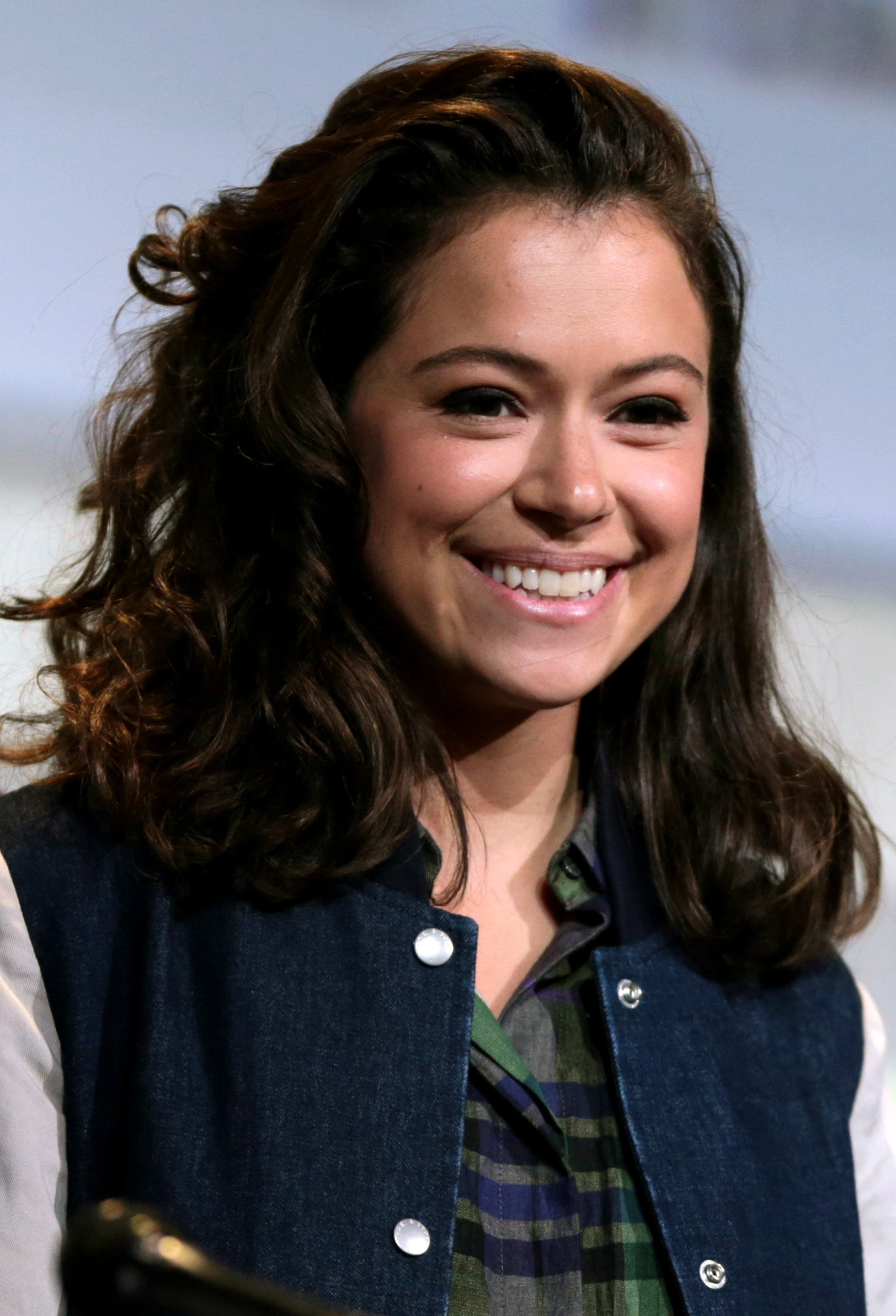
Tatiana Maslany (2016)

Tatiana Gabrielle Maslany (* 22. September 1985 in Regina, Saskatchewan) ist eine kanadische Schauspielerin und Fernsehproduzentin.

## Leben und Karriere
Tatiana Maslany wurde im September 1985 als Tochter einer Übersetzerin und eines Tischlers in Regina, der Hauptstadt der kanadischen Provinz Saskatchewan, geboren. Sie hat zwei jüngere Brüder und ukrainische und polnische Vorfahren auf der einen Seite und deutsche, österreichische und rumänische auf der anderen Seite. Sie spricht Englisch, Französisch, Deutsch und etwas Spanisch. Bereits im Alter von vier Jahren begann sie mit Tanzen und spielte mit neun Jahren zum ersten Mal in Laientheatern und -musicals mit. Bis zu ihrem Abschluss 2003 an der Dr. Martin LeBoldus High School nahm sie dort an Schulaufführungen und an Improvisationskursen teil.
Ihren ersten Fernsehauftritt hatte sie in Form der Hauptrolle Rome Greyson in der kanadischen Kinderserie 2030 CE, die sie von 2002 bis 2003 spielte. 2004 war sie als Ghost im Horrorfilm Ginger Snaps II – Entfesselt, der Fortsetzung von Ginger Snaps – Das Biest in Dir aus dem Jahr 2000, und in vier Episoden der Jugendserie Renegadepress.com zu sehen. Für letzteres wurde sie bei den Gemini Awards 2005 in der Kategorie Best Performance in a Childrens' or Youth Program or Series nominiert. Im Fernsehfilm Dawn Anna (2005) von Lifetime Television, der unter anderem auf den wahren Begebenheiten um den Amoklauf an der Columbine High School von 1999 basiert, spielte sie die zwölfjährige Tochter Lauren „Lulu“ Dawn Townsend. In den nachfolgenden zwei Jahren spielte sie Hauptrollen in den vier Fernsehfilmen Booky Makes Her Mark, Die Räuberbraut, Echoes 2 – Stimmen aus der Zwischenwelt und Sabbatical, bevor sie 2007 im Horrorfilm The Messengers die Rolle der Lindsay Rollins, die zusammen mit ihrer Familie versucht, Rache an ihrem Mörder zu nehmen, übernahm. Im gleichen Jahr war sie im Film Tödliche Versprechen – Eastern Promises als Stimme von Tatiana, die von Sarah-Jeanne Labrosse gespielt wird, zu hören und in George A. Romeros apokalyptischen Horrorfilm Diary of the Dead als Mary Dexter zu sehen.
Es folgten neben Gastauftritten in kanadischen Fernsehserien, wie Would Be Kings, Flashpoint – Das Spezialkommando und The Listener – Hellhörig, eine Nebenrolle in der vierten und letzten Staffel von Instant Star und von 2008 bis 2010 eine staffelübergreifende Rolle als Kit Bailey in Heartland – Paradies für Pferde. Für die Gastrolle in Flashpoint gewann Maslany 2009 einen Gemini Award in der Kategorie Best Performance by an Actress in a Guest Role, Dramatic Series. Neben größeren Rollen in den beiden Filmdramen Hardwired und Defendor (beide 2009) wurde sie für ihre Rolle in Grown Up Movie Star (2009) bei den Genie Awards 2011 nominiert und gewann beim Sundance Film Festival 2010 den Special Jury Prize. 2010 spielt sie in der BBC-Miniserie The Nativity, einer Nacherzählung der Weihnachtsgeschichte, die in Deutschland unter dem Titel Die Weihnachtsgeschichte – Das größte Wunder aller Zeiten gezeigt wurde, Jesu Mutter Maria. Zu ihren weiteren Fernsehauftritten zählten eine vierteilige Rolle als Sarah Wexler in Being Erica – Alles auf Anfang (2009–2011) und ein Gastauftritt in Alphas (2011). Im Thriller Violet & Daisy, der beim Toronto International Film Festival 2011 Premiere hatte, war sie neben Saoirse Ronan, Alexis Bledel und James Gandolfini als April zu sehen.
2012 folgte eine größere Rolle im Film Für immer Liebe und die Rolle der Sister Meir in sieben der acht Episoden der Miniserie Die Tore der Welt, die auf dem gleichnamigen Roman von Ken Follett basiert. Von März 2013 bis 2017 spielte sie in der von BBC America und Space ausgestrahlten Science-Fiction-Serie Orphan Black die Hauptrolle. Sie mimt dort verschiedene Klone, die alle 1984 von verschiedenen Müttern nach künstlicher Befruchtung geboren wurden. Für ihre Schauspielleistung wurde sie u. a. für den Golden Globe Award als beste Serien-Hauptdarstellerin – Drama nominiert, gewann bei den Critics’ Choice Television Awards 2013 und 2014 zweimal hintereinander den Award in der Kategorie Beste Hauptdarstellerin in einer Dramaserie und erhielt 2016 zudem den Emmy in dieser Kategorie. In zwei Episoden der sechsten Staffel der NBC-Comedyserie Parks and Recreation spielte sie Nadia, eine Freundin von Tom Haverford (Aziz Ansari). 2013 übernahm sie neben Richard Dreyfuss außerdem die Hauptrolle der Dylan Morgan im kanadischen Indie-Film Cas & Dylan, der im September 2013 auf dem Atlantic Film Festival seine Premiere hatte. Für diese Rolle wurde Maslany 2014 bei den Canadian Screen Award als beste Hauptdarstellerin nominiert.
Seit der dritten Staffel von Orphan Black fungierte Maslany auch als Produzentin der Serie. Im US-amerikanisch-britischen Filmdrama Die Frau in Gold (2015) über die Rückgabe einiger vom NS-Regime beschlagnahmter Gemälde porträtierte sie die junge Maria Altmann. 2018 spielte sie an der Seite von Nicole Kidman in dem Thriller Destroyer.
Im September 2020 wurde bekannt, dass Maslany die titelgebende Hauptrolle in der Marvel-Serie She-Hulk: Die Anwältin auf Disney+ spielen wird.
Sie ist mit dem Schauspieler Brendan Hines verheiratet.

## Filmografie (Auswahl)

### Schauspielerin
- 2002–2003: 2030 CE (Fernsehserie, 26 Episoden)
- 2004: Ginger Snaps II – Entfesselt (Ginger Snaps: Unleashed)
- 2004: Renegadepress.com (Fernsehserie, 4 Episoden)
- 2005: Dawn Anna (Fernsehfilm)
- 2006: Booky Makes Her Mark (Fernsehfilm)
- 2007: Die Räuberbraut (The Robber Bride, Fernsehfilm)
- 2007: The Messengers
- 2007: Echoes 2 – Stimmen aus der Zwischenwelt (Stir of Echoes: The Homecoming, Fernsehfilm)
- 2007: Tödliche Versprechen – Eastern Promises (Eastern Promises, Stimme)
- 2007: Diary of the Dead
- 2007: Sabbatical (Fernsehfilm)
- 2007: Late Fragment
- 2008: Would Be Kings (Miniserie, 2 Episoden)
- 2008: Instant Star (Fernsehserie, 8 Episoden)
- 2008: Flashpoint – Das Spezialkommando (Flashpoint, Fernsehserie, Episode 1x09)
- 2008: The Listener – Hellhörig (The Listener, Fernsehserie, Episode 1x08)
- 2008: An Old Fashioned Thanksgiving (Fernsehfilm)
- 2008–2010: Heartland – Paradies für Pferde (Heartland, Fernsehserie, 15 Episoden)
- 2009: Hardwired
- 2009: Defendor
- 2009: Grown Up Movie Star
- 2009–2011: Being Erica – Alles auf Anfang (Being Erica, Fernsehserie, 4 Episoden)
- 2010: Toiretto
- 2010: Die Weihnachtsgeschichte – Das größte Wunder aller Zeiten (The Nativity, Miniserie, 4 Episoden)
- 2011: Alphas (Fernsehserie, Episode 1x03)
- 2011: Violet & Daisy
- 2011: Certain Prey (Fernsehfilm)
- 2012: Für immer Liebe (The Vow)
- 2012: Die Tore der Welt (World Without End, Fernsehfilm)
- 2012: Picture Day
- 2012: Blood Pressure
- 2013: Parks and Recreation (Fernsehserie, 2 Episoden)
- 2013: Cas & Dylan
- 2013–2017: Orphan Black (Fernsehserie, 50 Episoden)
- 2015: Die Frau in Gold (Woman in Gold)
- 2015: BoJack Horseman (Fernsehserie, Episode 2x08, Stimme)
- 2016: Two Lovers and a Bear
- 2016: Robot Chicken (Fernsehserie, Episode 8x15, Stimme)
- 2016: The Other Half
- 2017: Stronger
- 2018: Trolljäger (Trollhunters, Fernsehserie, 2 Episoden, Stimme)
- 2018: Drunk History (Fernsehserie, Episode 5x05)
- 2018: Animals. (Fernsehserie, Episode 3x10, Stimme)
- 2018: Destroyer
- 2018–2019: 3 von oben (3Below, Fernsehserie, 26 Episoden, Stimme)
- 2019: Pink Wall
- 2020: Perry Mason (Fernsehserie, 8 Episoden)
- 2021: Trolljäger: Das Erwachen der Titanen (Trollhunters: Rise of the Titans, Stimme)
- 2021: The Harper House
- 2022: Bite Size Halloween (Fernsehserie, Episode 3x03)
- 2022: She-Hulk: Die Anwältin (She-Hulk: Attorney at Law, Miniserie, 9 Episoden)
- 2022: Marvel Studios: Gemeinsam Unbesiegbar (Fernsehserie, 1 Episode)
- 2023: Invincible (Fernsehserie, Stimme, 2 Episoden)
- 2025: The Monkey

### Produzentin
- 2015–2017: Orphan Black (Fernsehserie, 30 Episoden)

## Hörbücher
- 2015: Locke & Key
- 2018: The Hunger Games
- 2019: Catching Fire
- 2019: Mockingjay
- 2021–2022: Orphan Black: The Next Chapter
- 2022: Power Trip

## Auszeichnungen und Nominierungen
ACTRA Award
- 2013: Auszeichnung in der Kategorie Outstanding Performance – Female für Picture Day
- 2014: Nominierung in der Kategorie Outstanding Performance – Female für Orphan Black
- 2015: Auszeichnung in der Kategorie Outstanding Performance – Female für Orphan Black
- 2016: Nominierung in der Kategorie Outstanding Performance – Female für Orphan Black
- 2017: Nominierung in der Kategorie Outstanding Performance – Female für Two Lovers and a Bear
- 2018: Nominierung in der Kategorie Outstanding Performance – Female für Apart from Everything

Broadcast Film Critics Association Award
- 2018: Nominierung in der Kategorie Best Actress in a Drama Series für Orphan Black

Canadian Screen Award
- 2014: Auszeichnung in der Kategorie Beste Hauptdarstellerin in einer Dramaserie für Orphan Black
- 2014: Nominierung in der Kategorie Beste Hauptdarstellerin für Cas & Dylan
- 2015: Auszeichnung in der Kategorie Beste Hauptdarstellerin in einer Dramaserie für Orphan Black
- 2016: Auszeichnung in der Kategorie Beste Hauptdarstellerin in einer Dramaserie für Orphan Black
- 2017: Auszeichnung in der Kategorie Beste Hauptdarstellerin in einer Dramaserie für Orphan Black
- 2018: Auszeichnung in der Kategorie Beste Hauptdarstellerin in einer Dramaserie für Orphan Black

Cinequest San Jose Film Festival Award
- 2018: Auszeichnung in der Kategorie Maverick Spirit Award für Souls of Totality

Critics’ Choice Television Award
- 2013: Auszeichnung in der Kategorie Beste Hauptdarstellerin in einer Dramaserie für Orphan Black
- 2014: Auszeichnung in der Kategorie Beste Hauptdarstellerin in einer Dramaserie für Orphan Black
- Dez. 2016: Auszeichnung in der Kategorie Beste Hauptdarstellerin in einer Dramaserie für Orphan Black

Constellation Award
- 2014: Auszeichnung in der Kategorie Best Female Performance in a 2013 Science Fiction Television Episode für Orphan Black
- 2014: Auszeichnung in der Kategorie Outstanding Canadian Contribution to Science Fiction Film or Television in 2013 für Orphan Black

Emmy
- Primetime-Emmy-Verleihung 2015: Nominierung in der Kategorie Outstanding Lead Actress in a Drama Series für Orphan Black
- Primetime-Emmy-Verleihung 2016: Auszeichnung in der Kategorie Outstanding Lead Actress in a Drama Series für Orphan Black
- Primetime-Emmy-Verleihung 2018: Nominierung in der Kategorie Outstanding Lead Actress in a Drama Series für Orphan Black

EWwy Award
- 2013: Auszeichnung in der Kategorie Beste Schauspielerin in einer Dramaserie für Orphan Black
- 2014: Auszeichnung in der Kategorie Beste Schauspielerin in einer Dramaserie für Orphan Black

Gemini Award
- 2005: Nominierung in der Kategorie Best Performance in a Children's or Youth Program or Series für Renegadepress.com
- 2009: Auszeichnung in der Kategorie Best Performance by an Actress in a Guest Role, Dramatic Series für Flashpoint – Das Spezialkommando
- 2010: Auszeichnung in der Kategorie Best Performance by an Actress in a Guest Role, Dramatic Series für Bloodletting and Miraculous Cures
- 2011: Nominierung in der Kategorie Best Performance by an Actress in a Leading Role in a Dramatic Program or Mini-Series für The Nativity
- 2011: Nominierung in der Kategorie Best Performance by an Actress in a Guest Role, Dramatic Series für Being Erica – Alles auf Anfang

Genie Award
- 2012: Nominierung in der Kategorie Best Performance by an Actress in a Leading Role für Grown Up Movie Star

Golden Globe Award
- 2014: Nominierung in der Kategorie Beste Serien-Hauptdarstellerin – Drama für Orphan Black

Gracie Award
- 2014: Auszeichnung in der Kategorie Outstanding Female Actor in a Breakthrough Role für Orphan Black

Hamptons International Film Festival
- 2013: Auszeichnung in der Kategorie Breakthrough Performance für Picture Day

People’s Choice Award
- 2014: Nominierung in der Kategorie Favorite Sci-Fi/Fantasy Actress für Orphan Black

Satellite Award
- 2014: Nominierung in der Kategorie Beste Darstellerin in einer Serie – Drama für Orphan Black

Screen Actors Guild Award
- 2015: Nominierung in der Kategorie Beste Darstellerin in einer Dramaserie für Orphan Black

Sundance Film Festival
- 2010: Auszeichnung in der Kategorie Special Jury Prize, World Cinema – Dramatic für Grown Up Movie Star

TCA Award
- 2013: Auszeichnung in der Kategorie Individual Achievement in Drama für Orphan Black
- 2014: Nominierung in der Kategorie Individual Achievement in Drama für Orphan Black

Young Hollywood Award
- 2013: Auszeichnung in der Kategorie Breakthrough Performance – Female für Orphan Black

VFCC Award
- 2014: Nominierung in der Kategorie Beste Schauspielerin in einem kanadischen Film für Picture Day